# Kiln

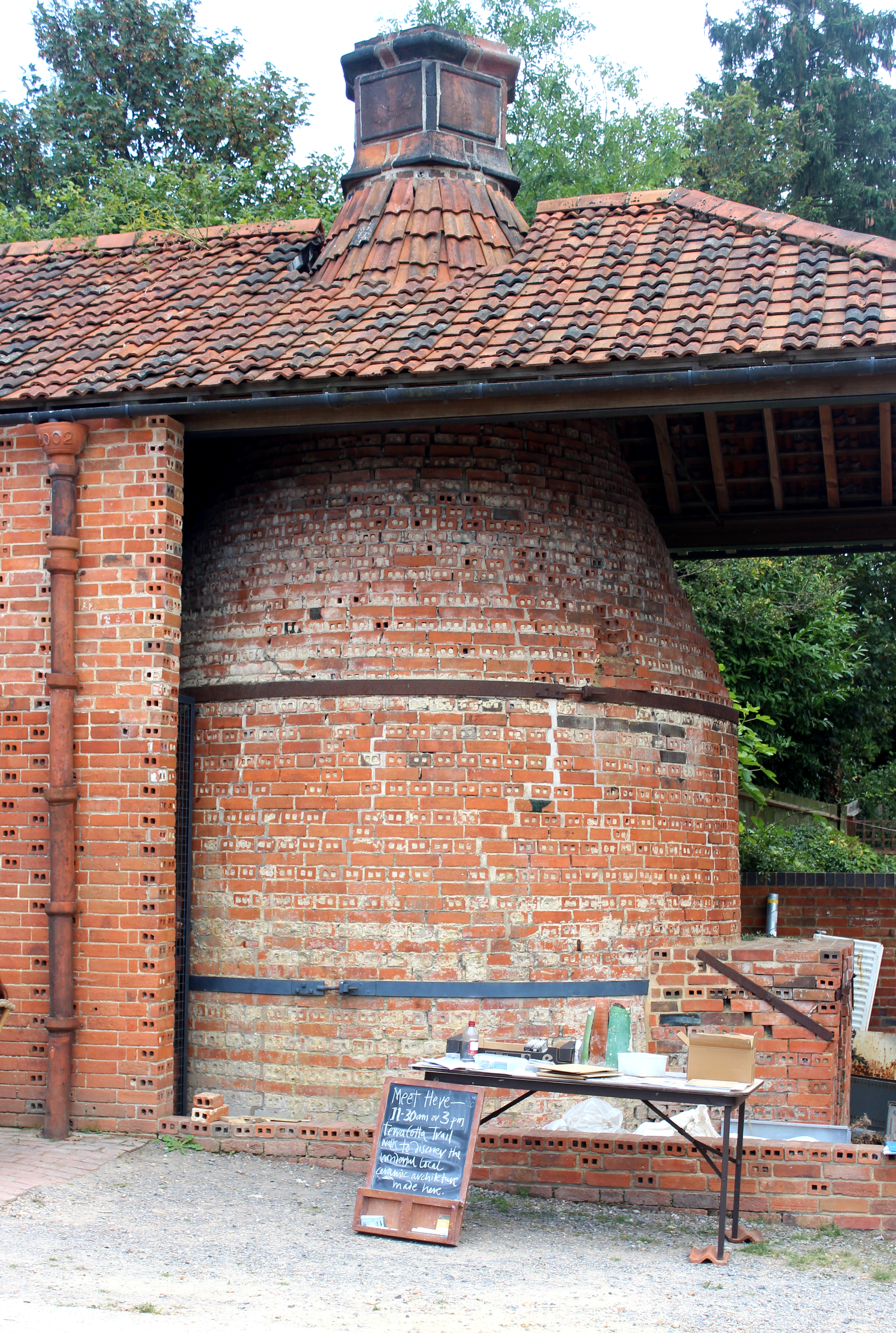
Horno de botellas en Farnham Pottery, Surrey, Inglaterra, que data de aproximadamente 1913.

Kiln es un término inglés equivalente a horno, y usado en algunos contextos especializados o medios comerciales para referirse a un tipo de cámara térmicamente aislada y sometida a un control de temperatura.

## Usos
Los «kilns» se utilizan para endurecer, quemar o secar materiales. Los usos específicos incluyen:
- Secar madera verde para que pueda ser utilizada inmediatamente.
- Secar madera para su uso como leña.
- Calentar madera al punto de pirólisis para producir carbón.
- Templar, fusionar y deformar vidrio.
- Cremar (a alta temperatura).
- Secar hojas de tabaco.
- Encender ciertos materiales para formar materiales cerámicos.
- Secar o tostar malta de cebada para la elaboración de cerveza o whisky.

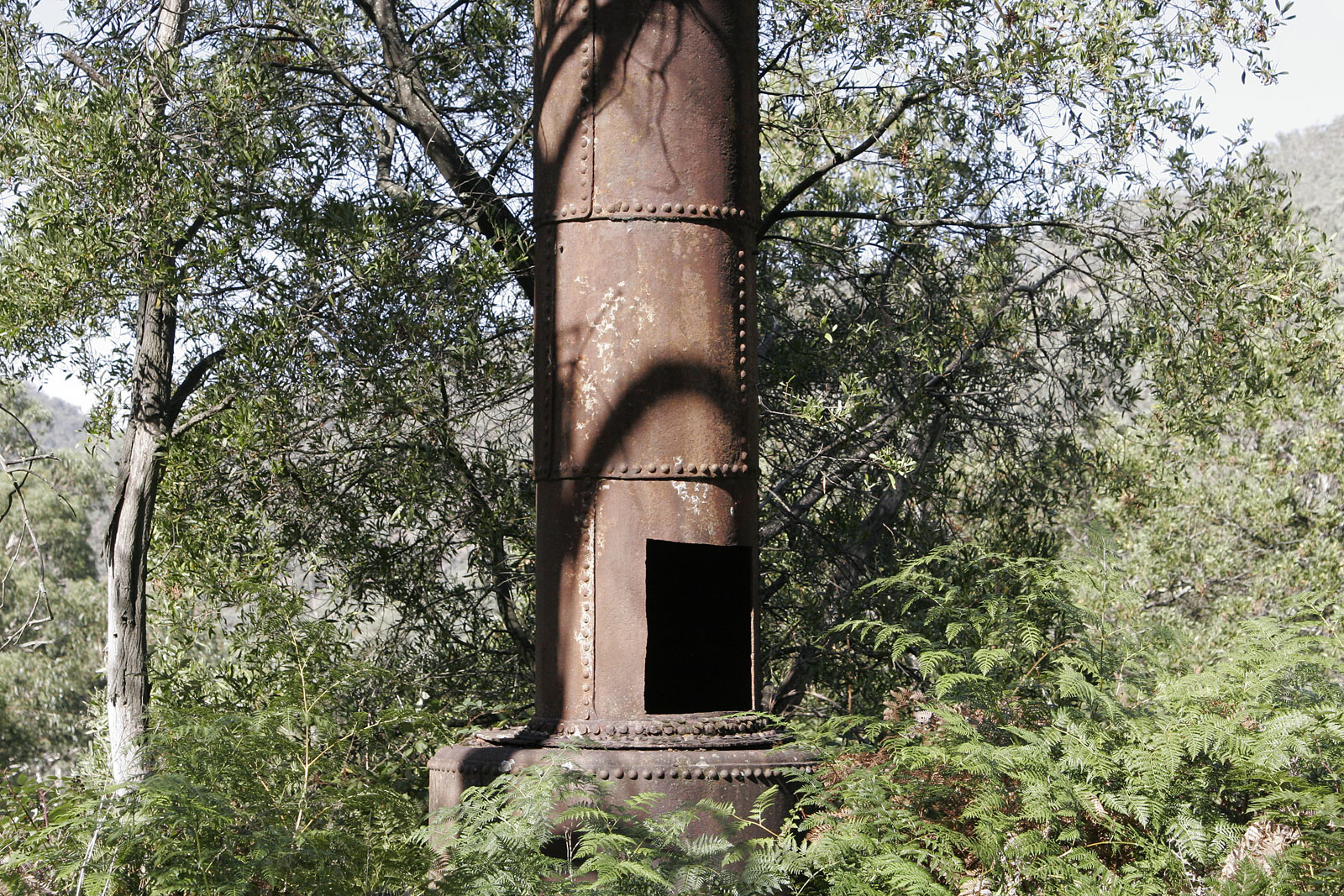
Antiguo kiln empleado en la minería de oro.
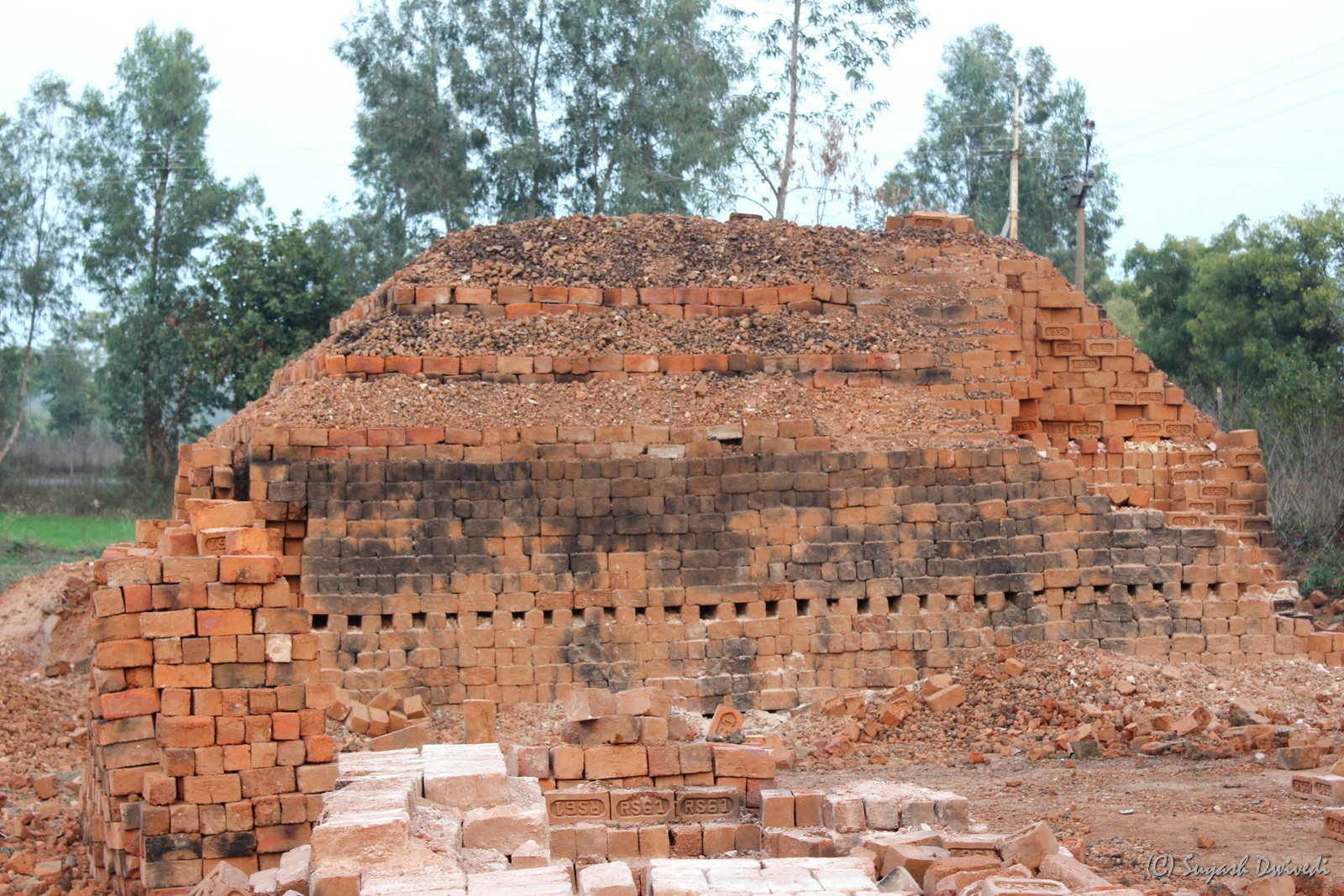
Kiln para ladrillos en la India.